# Carlos Cruz e Oliveira
Carlos Octávio Torres Cruz e Oliveira (Lisboa, 27 de junho de 1932 - Lisboa, 31 de março de 2016), foi um médico, militar e político português. Médico da Força Aérea Portuguesa, esteve na  guerra colonial, tendo integrado o MFA (Movimento das Forças Armadas) e participado na revolução do 25 de abril de 1974. Foi secretário de estado da saúde no primeiro e segundo governos provisórios, dando início a importantes reformas, mormente impulsionando a criação do SNS (Serviço Nacional de Saúde).

## Biografia
- aluno, durante sete anos, do Liceu Passos Manuel, ingressou na Faculdade de Medicina da Universidade de Lisboa, onde se licenciou em 20 de janeiro de 1960;[1][2]
- após o serviço militar obrigatório, ingressou, por concurso, como assistente, no Laboratório de hemodinâmica do hospital militar principal, e, seguidamente, por concurso, entrou para o quadro médico da Força Aérea Portuguesa;[2]
- como militar cumpriu quatro comissões de serviço no Ultramar português, durante a  guerra colonial, em que participou, como capitão médico, em  Moçambique (no hospital central de  Lourenço Marques durante quatro anos),  Angola, e também, logo desde o seu início, na província ultramarina portuguesa da  Guiné, em Bissau, como tenente médico reanimador integrado na equipa cirúrgica do hospital militar 241, no período de julho de 1961 a agosto de 1963;[3][2]
- Major médico da Força Aérea Portuguesa fez parte do Movimento das Forças Armadas (MFA), movimento militar responsável pela revolução do 25 de abril de 1974 em Portugal, que pôs fim às quatro décadas de ditadura do Estado Novo. A principal motivação deste grupo de militares era a oposição ao regime e à  guerra colonial[4][5][6]
- na madrugada de 25 de abril de 1974, foi-lhe confiada, pelo MFA, a missão, que cumpriu, de controlar no estado-maior da força aérea qualquer ação, por parte das chefias militares desse ramo das forças armadas, contra o golpe revolucionário em curso;[5][6]
- foi membro permanente da Assembleia do Movimento das Forças Armadas (MFA), até ao seu termo;[5][6]
- foi nomeado pela Junta de Salvação Nacional seu delegado no Ministério da Saúde até à posse do  primeiro governo provisório e viria a ser indicado pela Comissão Coordenadora do MFA para o cargo de secretário de estado da saúde (secretaria de estado então integrada no ministério dos assuntos sociais, dirigido por Maria de Lourdes Pintasilgo), cargo que desempenhou nos segundo e terceiro governos provisórios, dando início a importantes reformas.[6][5][7][8][9]
- entre elas são de destacar a criação do Serviço médico à periferia; a unificação dos serviços de saúde sob gestão do Estado, mormente com a criação das Comissões Integradoras dos Serviços de Saúde Locais (CISSL); a nacionalização de todos os hospitais das Misericórdias[10][11][12]; bem como ter lançado uma ampla discussão pública sobre as bases do futuro Serviço Nacional de Saúde, e nesse contexto ter publicado, em novembro de 1974, a obra Subsídios para o lançamento das bases do Serviço Nacional de Saúde.[13][14]

Como escreveu Francisco George, em Políticas de saúde - A pasta da Saúde nos Governos Provisórios: 
«Nos II e III Governos Provisórios do Primeiro-Ministro Vasco Gonçalves, Maria de Lourdes Pintassilgo foi nomeada como Ministra e o major médico da Força Aérea, Carlos Cruz e Oliveira, como Secretário de Estado. Este médico do MFA viria a notabilizar-se por ter lançado uma ampla discussão pública sobre as bases do futuro Serviço Nacional de Saúde. Neste quadro, em Novembro de 1974, organizou a publicação do célebre livro de capa cinzenta que foi preparado pelo seu Gabinete em conjunto com uma equipa de especialistas da DGS e da Escola Nacional de Saúde Pública liderada por Lopes Dias. Para além desta iniciativa que, aliás, estava prevista no Programado MFA, é a Cruz e Oliveira que se deve a criação do Serviço Médico à Periferia, então tornado obrigatório para os médicos que pretendiam prosseguir a carreira nos serviços públicos.»
E no jornal Público, em 23 de abril de 2014, no artigo intitulado 40 anos antes::
«Em julho, a mudança do Governo coloca outro médico, também major do MFA, naquelas funções. Carlos Cruz Oliveira promove a criação, em setembro de 1974, por simples despacho, das Comissões Integradoras dos Serviços de Saúde Locais (CISSL). O mesmo secretário de Estado edita o célebre Livro Cinzento, em novembro de 1974, Subsídios para o lançamento das bases do Serviço Nacional de Saúde, publicação que, além de retratar o atraso da saúde em Portugal pelos indicadores existentes à época, compara os sistemas da União Soviética, dos Estados Unidos da América, da Inglaterra e de França. Proclama e apela, igualmente, à participação dos cidadãos nos seguintes termos: “... gizemos todos um plano que se possa rapidamente concretizar. Ele será mais uma prova da enorme capacidade criadora do Povo Português.” Esperança.»
- da correspondência que, enquanto secretário de estado da saúde, trocou, em 1974 e 1975, com Maria de Lourdes Pintasilgo, então ministra dos assuntos sociais, e que pode ser consultada no Centro de documentação e de publicações da Fundação cuidar o futuro - Arquivo Pintasilgo , constatam-se as suas preocupações, entre outras, com o vencimento de enfermeiros; as estatísticas relativas às assimetrias na distribuição de médicos em Lisboa e Porto e a sua articulação com os dados da Segurança Social, destacando a prestação de serviços médicos anuais nos centros de saúde concelhios ou rurais; agitação hospitalar e medidas implantadas no sector da saúde, destacando a possibilidade de contribuírem para a conflituosidade;
- entre as suas principais visitas oficiais, enquanto secretário de estado da saúde, mereceram particular atenção da comunicação social as que efetuou, em território nacional, ao Algarve[17][18][19][20][21] e aos  Açores[22][23] e, no estrangeiro, a Cuba, ocasião em que para o Granma (jornal) mencionou o objetivo de criar um serviço nacional de saúde;[24]
- exerceu clínica geral, com consultório em Lisboa, Tercena, Massamá e Ericeira, e  medicina do trabalho, curso de especialidade que tirou em 1973, em diversas empresas;[2]
- foi o mandatário nacional da campanha de  Carlos Marques, candidato à presidência da república nas eleições de 1991, que ficou em 4º lugar, sendo vitorioso Mário Soares, reeleito para um segundo mandato.[25]
- no liceu ganhou o prémio de pintura e desenho Maria Teodora. Sempre dedicado às artes, foi discípulo em Luanda de Albano Neves e Sousa, e em Lisboa, durante dois anos, frequentou o atelier de Artur Bual. Pintou a óleo com regularidade desde 1964, obtendo dois prémios em exposições de pintura e outros dois (universitários) de fotografia. Participou em duas dezenas de exposições coletivas (duas bienais) e sete individuais, ressaltando as realizadas, em outubro de 1985, na Galeria Codilivro, em Lisboa, e, em abril de 1986, na Casa dos Patudos, em Alpiarça;[2]
- em março de 1981, fundou e dirigiu (até julho de 1987) a revista, político-militar, «LIBER 25», em que eram colaboradores, entre outros, Pezarat Correia, Fernando Piteira Santos, Daniel Sampaio e Eduardo Gageiro;[26][27]
- foi membro e dirigente da Associação 25 de abril, integrando a sua direção no biénio 1990-1992;[28]
- foi maçon do Grande Oriente Lusitano;[5]
- reformou-se com o posto de Coronel;[29]
- faleceu, após longo internamento no Hospital da Força Aérea, em Lisboa, e na Casa de Saúde da Idanha, a 31 de março de 2016, tendo o seu velório tido lugar no Palácio Maçónico (edifício onde também está instalado o Museu Maçónico Português);
- do seu primeiro casamento, com a médica Olívia Felicidade Alves Moreira (1931)[30] irmã de Adriano Moreira, teve cinco filhos: Rui Carlos (1957, médico e político), Isabel, João Carlos (empresário), Luís (bailarino da Companhia Nacional de Bailado, coreografo e diretor artístico, foi assistente de Filipe La Féria) e Miguel.[6][31][32][33][34][35]